# Anna Pircher
Anna Pircher (* 4. Mai 2010) ist eine österreichische Tennisspielerin.

## Karriere
Pircher begann mit vier Jahren das Tennisspielen und spielt bislang vor allem TE-Turniere und Turniere der ITF Junior Tour sowie seit 2023 der ITF Women’s World Tennis Tour.
2017 wurde sie im Alter von 6 Jahren Tiroler Meisterin in der Halle bei den U9. 2018 wurde sie Tiroler Meisterin Freiluft bei den U11. 2019 wurde sie Tiroler Jugendmeisterin Halle und Freiluft und Masterssiegerin Tirol bei den U15. 2020 gewann sie den Bidi Badu ÖTV Mastertitel im Einzel und wurde Tiroler Meisterin Halle und Freiluft der U12.
2019 wurde Anna Pichler in den Nationalkader der U11 aufgenommen.
2020 wurde sie Tiroler Meisterin der U12 im Einzel und zusammen mit Partnerin Celina Ennemoser Tiroler Meisterin der U14 im Doppel.
2021 gewann sie die Staatsmeisterschaft der U12 im Einzel und Doppel Freiluft und Halle und wurde Tiroler Meisterin Freiluft U12 und Tiroler Meisterin Halle U14. Daneben gewann sie die TE-Turniere U12 in Otočec im Einzel, in Fürstenfeld im Einzel und Doppel, in Bad Waltersdorf im Einzel und Höhr-Grenzhausen im Einzel und Doppel.
2022 gewann sie das TE-Turnier der U12 im Einzel und Doppel in Triest und der U14 in Kreuzlingen sowie das TE U12 Festival auf Mallorca im Doppel. Daneben wurde sie Tiroler Hallenmeisterin der Damen in Seefeld und U14 Staatsmeisterin in Innsbruck und Tiroler Meisterin in Zams.
2023 gewann sie weitere drei U14 TE-Titel im Einzel und fünf im Doppel und stand in weiteren drei Finals. Außerdem wurde sie Siegerin im Einzel des ÖTV Bidi Badu Circuit U18 in Wien, Tiroler Hallenmeisterin der Damen in Seefeld, Staatsmeisterin U14 in der Halle im Einzel und Doppel in Leibnitz und gewann ihr erstes ITF J60 Turnier im Doppel in Luzern.
2024 stand sie im Januar in Tarbes im Halbfinale der U14 der Les Petits As, wurde Tiroler Meisterin der Damen im Einzel und Doppel in Seefeld und gewann das ITF J30 in Wien und stand im Halbfinale des ITF J200 in Villach und im Viertelfinale des ITF J200 in St. Pölten. Im August erhielt sie eine Wildcard für das mit 60.000 US-Dollar dotierte ITF-Turnier Ladies Open Amstetten, wo sie in der ersten Runde gegen Claudia Gasparovic mit 6:1 und 6:4 gewann, dann aber gegen Wiktorija Kan mit 2:6 und 2:6 verlor.
In der Saison 2024 spielt sie in der österreichischen Bundesliga für den Grazer Park Club.

## Ehrungen
Anna Pircher wurde 2022 und 2023 zur österreichischen Nachwuchsspielerin des Jahres geehrt.